# Kirche Althen

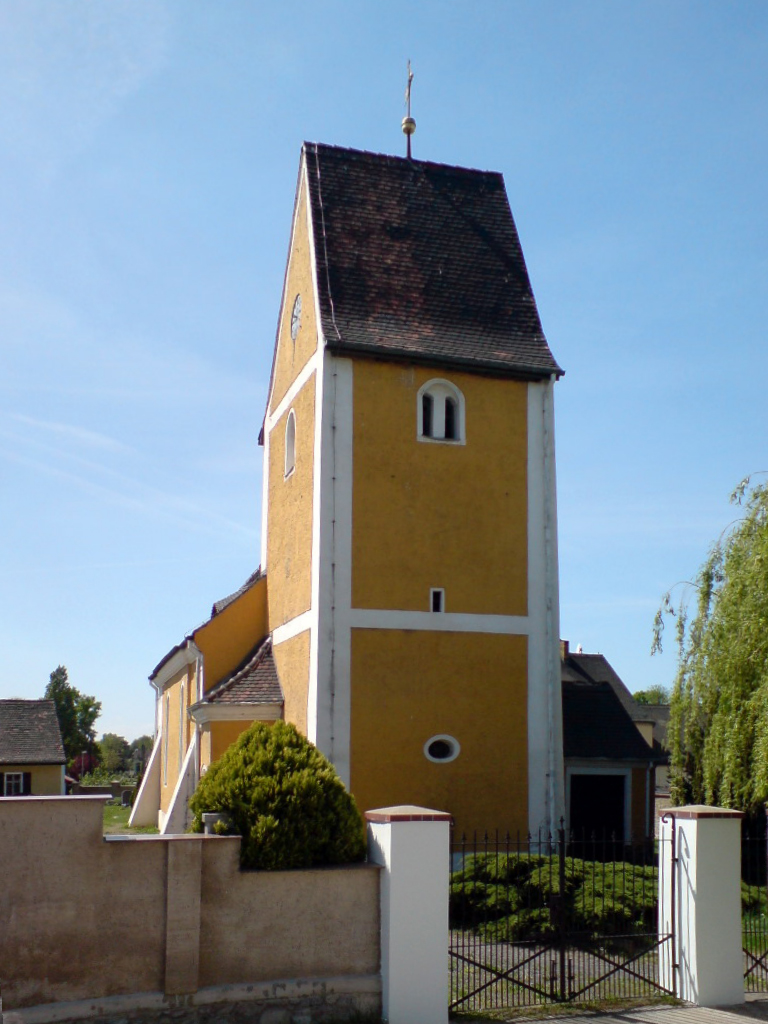
Kirche Althen – Blick aus Osten

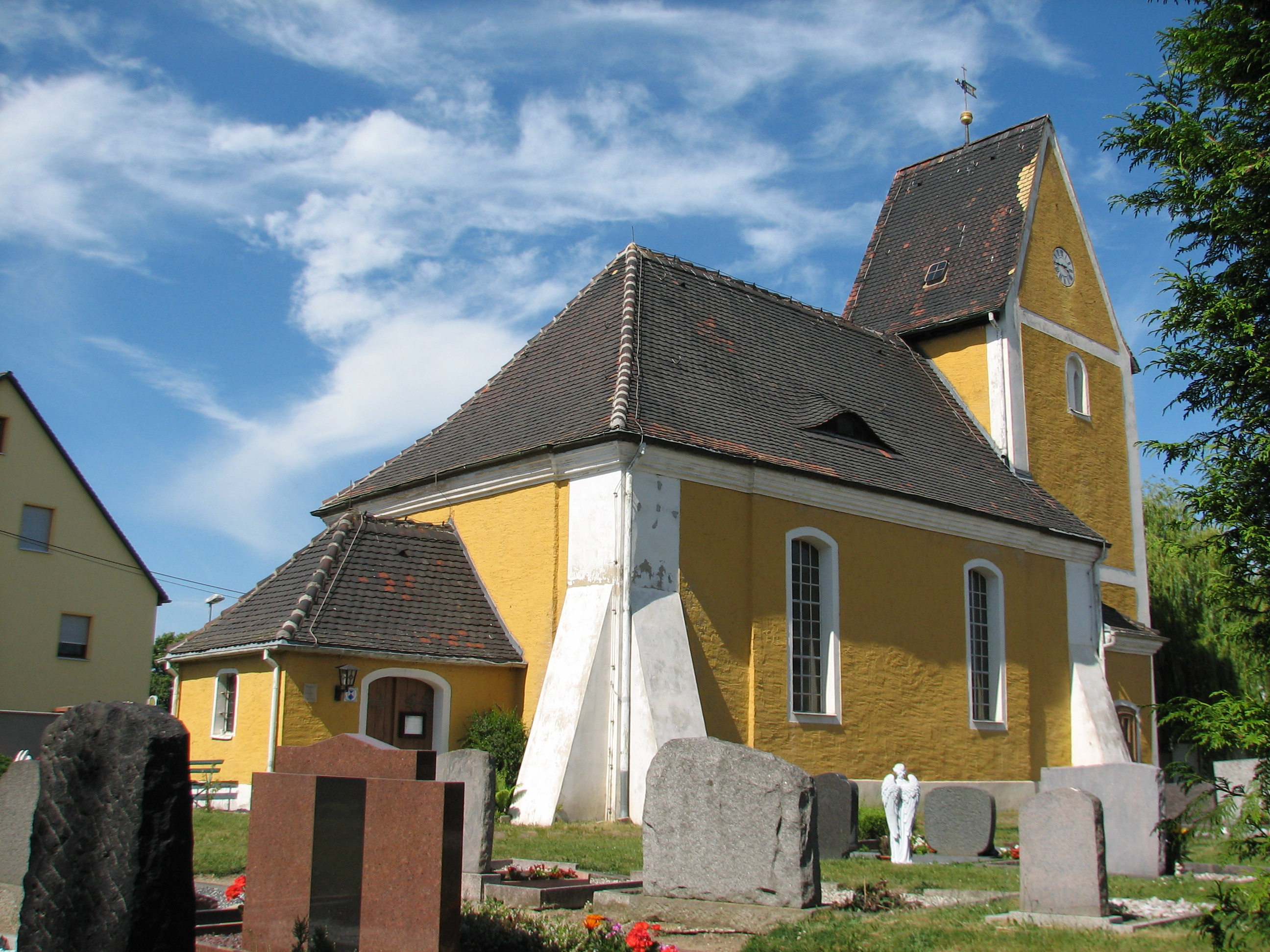
Kirche Althen bei Leipzig mit ihren ausladenden Eckstützpfeilern

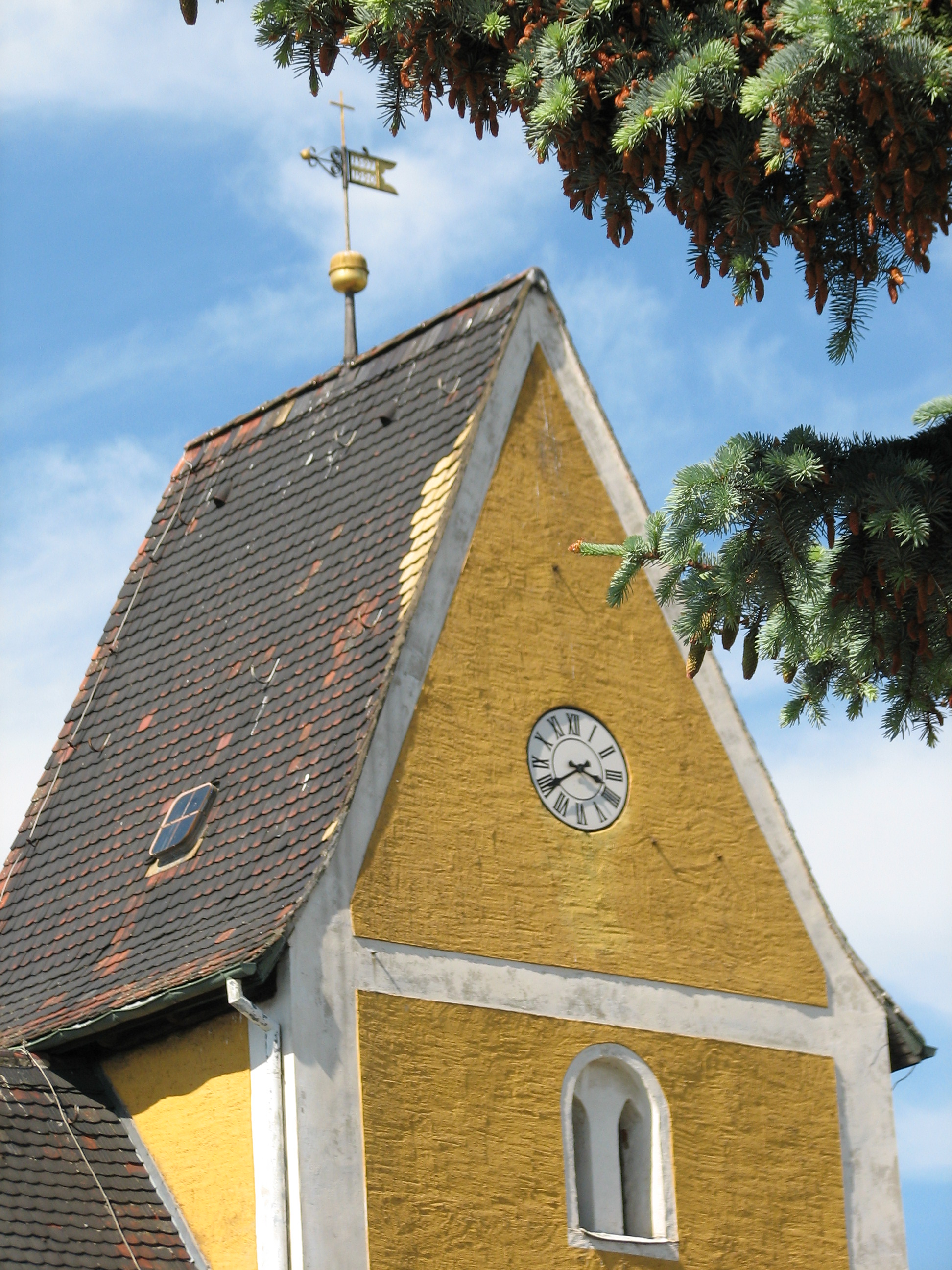
Kirchturm mit Turmkreuz, Wetterfahne (mit Jahreszahlen 1597 und 1990), Turmknauf, Turmuhr und gekuppelter Rundbogenöffnung

Die Kirche Althen ist ein Kirchengebäude der Evangelisch-Lutherischen Landeskirche Sachsens in Althen, einem Stadtteil von Leipzig am östlichen Stadtrand. Sie ist unter ID 08970291 in die Liste der Kulturdenkmale in Althen-Kleinpösna eingetragen.

## Entwicklung
Der Sakralbau steht in der Ortsmitte auf dem Anger und entstand am Ende des 13. Jahrhunderts. Eine Besonderheit ist, dass der Turm der Kirche auf der Ostseite der Kirche über dem Altarraum errichtet wurde. Um das Bauwerk besteht bis heute der Ortsfriedhof.
Ursprünglich errichtet wurde sie als spätromanische Chorturmanlage, was die gekuppelten Rundbogenöffnungen am Turm belegen. Zum Turm gehört eine historische Turmuhr mit Zifferblättern zur Nord- und zur Südseite.
Die Kirche wurde im Jahr 1714 barock umgestaltet.
Das Innere der Kirche ist schlicht und hell gestaltet. Bei der jüngsten Renovierung wurde eine Fußbodenheizung eingebaut. Die Kirche Althen ist als Trau- und Konzertkirche beliebt.

## Kirchgemeinde
Mit Wirkung vom 1. Januar 2020 haben die Evangelisch-Lutherischen Kirchgemeinden Borsdorf-Zweenfurth, Gerichshain-Althen und Panitzsch (seit 1. Januar 2020: Vereinigte Evangelisch-Lutherische Kirchgemeinde Parthenaue-Borsdorf), die Evangelisch-Lutherische St.-Nikolai-Kirchgemeinde Machern und die Evangelisch-Lutherische Kirchgemeinde Püchau-Bennewitz (seit 1. Januar 2020: Vereinigte Evangelisch-Lutherische Kirchgemeinde Machern-Püchau-Bennewitz), die Evangelisch-Lutherische Kirchgemeinde Brandis-Polenz und die Evangelisch-Lutherische Kirchgemeinde Beucha-Albrechtshain im Kirchenbezirk Leipziger Land ein Schwesterkirchverhältnis gegründet. Trägerin der gemeinsamen Pfarrstellen und anstellende Kirchgemeinde gemäß Kirchgemeindestrukturgesetz (§ 2 Abs. 3) ist die Evangelisch-Lutherische Kirchgemeinde Parthenaue-Borsdorf.

## Orgel
Die Orgel schuf im Jahr 1855 Urban Kreutzbach aus Borna. Sie verfügt über elf Register auf zwei Manualen und Pedal. Sie wurde 1957 von Reinhard Schmeisser aus Rochlitz generalüberholt. Noch vorhanden ist die historische Kalkanten-Klingel. Die Disposition lautet wie folgt:
| I Manual C– |             |    |
| 1.          | Principal   | 8′ |
| 2.          | Doppelflöte | 8′ |
| 3.          | Gedackt     | 4′ |
| 4.          | Nasat       | 3′ |
| 5.          | Octave      | 2′ |
| 6.          | Cornett III |    |

| II Manual C– |                |    |
| 7.           | Flauto         | 8′ |
| 8.           | Viola di Gamba | 8′ |
| 9.           | Rohrflöte      | 4′ |

| Pedal C– |             |     |
| 10.      | Subbass     | 16′ |
| 11.      | Violoncello | 8′  |

- Koppeln: II/I, I/P

## Glocken
Das Geläut besteht aus drei Glocken: eine Glocke aus dem Jahr 1906 aus Bronze mit dem Ton d2, gegossen in Apolda von der Glockengießer-Familie Schilling, sowie zwei Eisenhartguss-Glocken mit den Tönen h1 und e2 aus dem Jahr 1959, gegossen von Schilling & Lattermann.